# Snow Lake
Snow Lake är en ort i Kanada.   Den ligger i provinsen Manitoba, i den centrala delen av landet, 2 000 km nordväst om huvudstaden Ottawa. Snow Lake ligger 273 meter över havet och antalet invånare är 730.
Terrängen runt Snow Lake är platt. Trakten runt Snow Lake är nära nog obefolkad, med mindre än två invånare per kvadratkilometer.. Det finns inga andra samhällen i närheten. 
I omgivningarna runt Snow Lake växer i huvudsak blandskog.